# 全国有色人种协进会
全国有色人种协进会（英語：National Association for the Advancement of Colored People, NAACP）是美国的一个民权组织，成立于1909年，创始人包括W·E·B·杜波依斯 、玛丽·怀特·奥文顿、默菲尔德·斯托里和艾達·貝爾·韋爾斯等，目的是为非裔美国人伸张正义、消除歧视。多年来，该组织的领导人包括瑟古德·马歇尔和罗伊·威尔金斯。
其21世纪的使命是“确保所有人的政治、教育、社会和经济权利平等，并消除基于种族的歧视”。 全国有色人种协进会的举措包括政治游说、宣传工作以及其法律团队制定的诉讼策略。  该组织在20世纪末扩大了其使命，考虑警察不当行为、黑人外国难民的地位和经济发展问题等问题。 它的名字按照传统保留下来，使用了曾经常用的术语“有色人种”(colored people)，指的是具有一定非洲血统的人。
全国有色人种协进会每年向非裔美国人颁发3类奖项：形象奖用于表彰在艺术和媒体方面的成就的非裔美国人，戏剧奖用于表彰在戏剧和舞台方面的成就，和斯平加恩奖章（Spingarn Medal）给在任何领域有卓越贡献的非裔美国人。其总部位于马里兰州巴尔的摩。

## 组织
其总部位于巴尔的摩，在纽约州、密西根州、乔治亚州、马里兰州、德克萨斯州、科羅拉多州和加利福尼亚州设有区域办事处。
全国有色人种协进会由一个理事会管理，后者包含会长和64名理事。理事会负责选举会长和首席执行官（CEO），后者在20世纪初是该组织实际上的领导者。如从1920年到1958年连续担任该职务的詹姆斯·韦尔登·约翰逊和沃尔特·F·怀特为全国有色人种协进会CEO，而非当时的会长。

## 前身：尼亚加拉运动
1901年在纽约州水牛城举行的泛美博览会展示了美国的许多创新和成就，但也包括对南方奴隶生活的讽刺漫画以及对非洲生活的描绘，分别称为“旧种植园”和“最黑的非洲”。 当地一位名叫玛丽·塔尔伯特（Mary Talbert）的非裔美国俄亥俄州妇女对这次展览感到震惊，而巴黎的类似展览也强调了黑人的成就。 她向W·E·B·杜波依斯通报了情况，一个联盟开始组建。
1905年，由 32位杰出的非裔美国领导人组成的团体开会讨论非裔美国人面临的挑战以及可能的策略和解决方案。 他们特别关注自1890年密西西比州通过新宪法以来美國南方各州剥夺黑人选举权的情况。整个1908年，以白人南方民主党人为主的南方立法机构批准了新宪法和法律，为选民登记设置了障碍，并制定了更复杂的选举规则。实际上，这一运动和“白百合运动”（Lily-White Movement）导致大多数黑人和许多贫穷的白人被排除在南部各州的政治体系之外。 由于此类立法，南方的黑人选民登记和投票率显着下降。 在南方投票三十年的男性被告知他们没有“资格”登记。 白人主导的立法机构还通过了种族隔离和吉姆·克勞法 (Jim Crow laws)。
由于美国的酒店实行种族隔离，这些人在加拿大安大略省伊利堡尼亚加拉河加拿大一侧的伊利海滩酒店(Erie Beach Hotel)聚集。 结果，该组织被称为"尼亚加拉运动"(Niagara Movement)。 一年后，三名非非裔美国人加入了该组织：记者威廉·英格利希·沃林（William English Walling），一位富有的社会主义者； 以及社会工作者玛丽·怀特·奥文顿(Mary White Ovington)，和亨利·莫斯科维茨。 莫斯科维茨是犹太人，当时也是纽约伦理文化协会的副领导人。 他们于1906年在西弗吉尼亚州哈珀斯费里的斯托勒学院(Storer College)会面，并于1907年在马萨诸塞州波士顿会面。

## 历史

### 形成
尼亚加拉运动发生后，1908年伊利诺伊州首府、亚伯拉罕·林肯家乡斯普林菲尔德又发生种族骚乱，表明美国迫切需要一个有效的民权组织。玛丽·怀特·奥文顿、威廉·英格利希·沃林和亨利·莫斯科维茨于1909年1月在纽约市会面，商讨如何保护黑人公民权利。
全国有色人种协进会成立于1909年2月12日，创始人包括黑人W·E·B·杜波依斯、艾達·貝爾·韋爾斯、Archibald Grimké、玛丽·丘奇·特勒尔以及白人亨利·莫斯科维茨 、玛丽·怀特·奥文顿、威廉·英格利希·沃林、弗洛伦斯·凯利、奥斯瓦尔德·加里森·维拉德、查尔斯·爱德华·罗素。罗素也是1909年5月30日成立的全国黑人委员会（National Negro Committee）的代理主席。
早期，协进会领导层主要是白人。首任会长默菲尔德·斯托里是一位来自波士顿废奴主义家庭的白人律师，到1915年一直担任主席。而杜波依斯是执行委员会中唯一的黑人，除去担任公关和研究主管（Director of Publicity and Research）外，也担任该协会杂志《危机》的编辑。

### 吉姆·克劳法和剥夺公民权
早年，全国有色人种协进会总部设在纽约市。 它的重点是通过诉讼来推翻1908年南方各州确立的剥夺黑人选举权的做法，将大多数人排除在政治体系之外，以及将种族隔离合法化的吉姆·克劳法。
1913年，全国有色人种协进会组织反对伍德罗·威尔逊总统将种族隔离引入联邦政府政策、工作场所和招聘。 非裔美国妇女俱乐部是抗议威尔逊改革的组织之一，但政府没有改变对南方内阁成员和国会中南方集团的安抚。
到1914年，该组织已经有6000名成员和50个分支机构。它对赢得非裔美国人在第一次世界大战中担任军官的权利产生了影响。600名非裔美国人被任命为军官，70万人登记应征入伍。 第二年，全国有色人种协进会组织了一场全国性的抗议活动，在许多城市举行游行，反对D·W·格里菲斯的无声电影《一个国家的诞生》，这部影片美化了三K党。 结果，多个城市拒绝让这部电影上映。

### 废除种族隔离

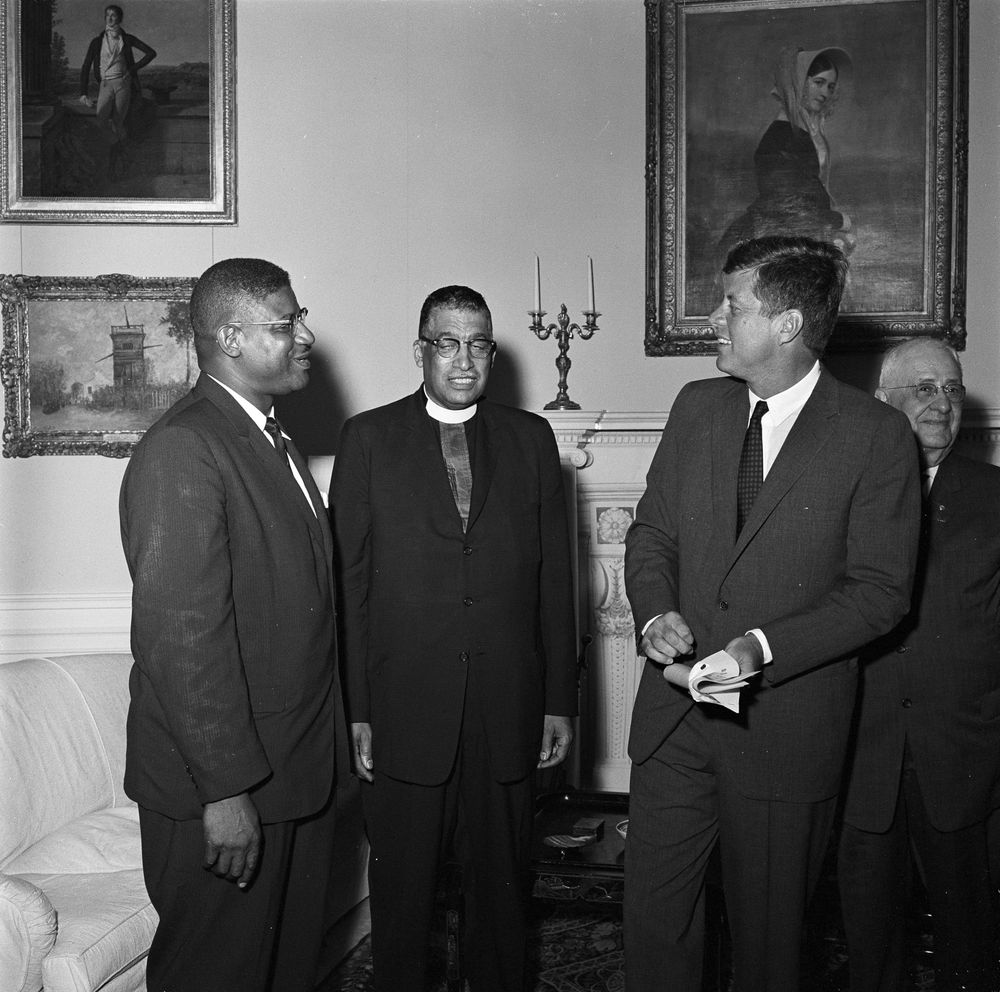
1961 年，全国有色人种协进会代表 E. Franklin Jackson 和 Stephen Gill Spottswood 在白宫与肯尼迪总统会面.

到了1940年代，联邦法院已经接受了有关宪法权利的诉讼，而国会几乎不可能对这些权利采取行动。 随着全国有色人种协进会等私人企业诉讼律师的兴起，承担费用，民事诉讼成为现代民权诉讼的模式， 并成为民权运动的公众形象。 由查尔斯·汉密尔顿·休斯顿和瑟古德·马歇尔领导的全国有色人种协进会法律部门开展了一场长达数十年的运动，以推翻最高法院在普莱西诉弗格森案的判决中宣布的“隔离但平等”原则。
废除种族隔离运动最终于1954年最高法院在“布朗訴托皮卡教育局案”中一致做出裁决，裁定国家支持的公立小学种族隔离违宪。 受到这场胜利的鼓舞，全国有色人种协进会推动在整个南方全面废除种族隔离。  全国有色人种协进会活动人士对司法策略感到兴奋。 从1955年12月5日开始，全国有色人种协进会的活动人士，包括当地主席埃德加·尼克松和曾担任分会秘书的罗莎·帕克斯，帮助组织了阿拉巴马州聯合抵制蒙哥馬利公車運動。 此举旨在抗议该市公交车上的种族隔离，三分之二的乘客是黑人。 抵制運動持续了381天。